# Togo (Texas)
Togo è una comunità non incorporata degli Stati Uniti d'America, situata nella contea di Bastrop dello Stato del Texas. 

## Geografia
La comunità è situata 29°57′02″N 97°13′09″W.